# Gumanci
Gumanci su naseljeno mjesto u gradu Zenici, Federacija Bosne i Hercegovine, BiH.

## Stanovništvo

### 1991.
Nacionalni sastav stanovništva 1991. godine, bio je sljedeći:
ukupno: 28
- Muslimani - 15 (53,57%)
- Hrvati - 6 (21,43%)
- Srbi - 6 (21,43%)
- ostali, neopredijeljeni i nepoznato - 1 (3,57%)

### 2013.
Nacionalni sastav stanovništva 2013. godine, bio je sljedeći:
ukupno: 4
- Bošnjaci - 4 (100%)